# Стэнли, Эдуард, 18-й граф Дерби
Эдуард Джон Стэнли (англ. Edward John Stanley; 21 апреля 1918 — 28 ноября 1994) — британский аристократ, 18-й граф Дерби с 1948 года. Стал наследником своего деда, 17-го графа. Участник Второй мировой войны, кавалер Военного креста. Лорд-лейтенант Ланкашира в 1951—1968 годах.

## Биография
Эдуард Стэнли принадлежал к одной из самых знатных семей Англии. Он родился в 1918 году в семье Эдуарда Стэнли, лорда Стэнли (сына 17-го графа Дерби), и Сибил Кадоган. Эдуард окончил Итонский колледж и Оксфордский университет, в 1936 году стал 12-м баронетом Стэнли из Бикерстаффа и 3-м бароном Стэнли из Престона. Он участвовал во Второй мировой войне, был награждён Военным крестом за Итальянскую кампанию. После войны стал доктором права (1949). Когда умер его дед, Эдуард унаследовал семейные владения и титул графа Дерби (1948). В 1951 году он занял пост лорда-лейтенанта Ланкашира (до 1968).
Стэнли был женат с 1948 года на Изабель Миллс-Лейд, дочери Генри Миллса и Эстер Беньон. Этот брак остался бездетным, так что наследником Эдуарда стал его племянник того же имени.